# Nespecifična monooksigenaza
Nespecifična monooksigenaza (EC 1.14.14.1, microsomal monooksigenaza, ksenobiotik monooksigenaza, aril-4-monooksigenaza, aril hidrokarbon hidroksilaza, microsomal P-450, flavoprotein-vezani monooksigenaza, flavoprotein monooksigenaza) je enzim sa sistematskim imenom supstrat,redukovani-flavoprotein:kiseonik oksidoreduktaza (RH-hidroksilacija or -epoksidacija). Ovaj enzim katalizuje sledeću hemijsku reakciju
 + redukovani flavoprotein + O2 {\displaystyle \rightleftharpoons } ROH + oksidovani flavoprotein + 2O
Nespecifična monooksigenaza je grupa hem-tiolatnih proteina (P-450), koji deluju na širok opseg supstrata uključujući mnoge ksenobiotike, steroide, masne kiseline, vitamine i prostaglandine.

## Literatura
- Nicholas C. Price; Lewis Stevens (1999). Fundamentals of Enzymology: The Cell and Molecular Biology of Catalytic Proteins (Third изд.). USA: Oxford University Press. ISBN 019850229X.
- Eric J. Toone (2006). Advances in Enzymology and Related Areas of Molecular Biology, Protein Evolution (Volume 75 изд.). Wiley-Interscience. ISBN 0471205036.
- Branden C; Tooze J. Introduction to Protein Structure. New York, NY: Garland Publishing. ISBN 0-8153-2305-0.
- Irwin H. Segel. Enzyme Kinetics: Behavior and Analysis of Rapid Equilibrium and Steady-State Enzyme Systems (Book 44 изд.). Wiley Classics Library. ISBN 0471303097.
- William P. Jencks (1987). Catalysis in Chemistry and Enzymology. Dover Publications. ISBN 0486654605.

## Spoljašnje veze
- Unspecific+monooxygenase на 